# Drachenfels (Adelsgeschlecht)

Wappen derer von Drachenfels

Drachenfels ist der Name eines rheinischen Uradelsgeschlechts, das vom 12. bis 16. Jahrhundert mit dem erblichen Burggrafenamt der gleichnamigen Burg im Siebengebirge belehnt war und eines baltischen Adelsgeschlechts gleichen Wappens. Ein agnatischer Zusammenhang beider Geschlechter wurde im 19. Jahrhundert von den Historikern Anton Fahne und Leopold von Ledebur belegt, ist jedoch urkundlich nicht sicher nachweisbar.

## Geschichte

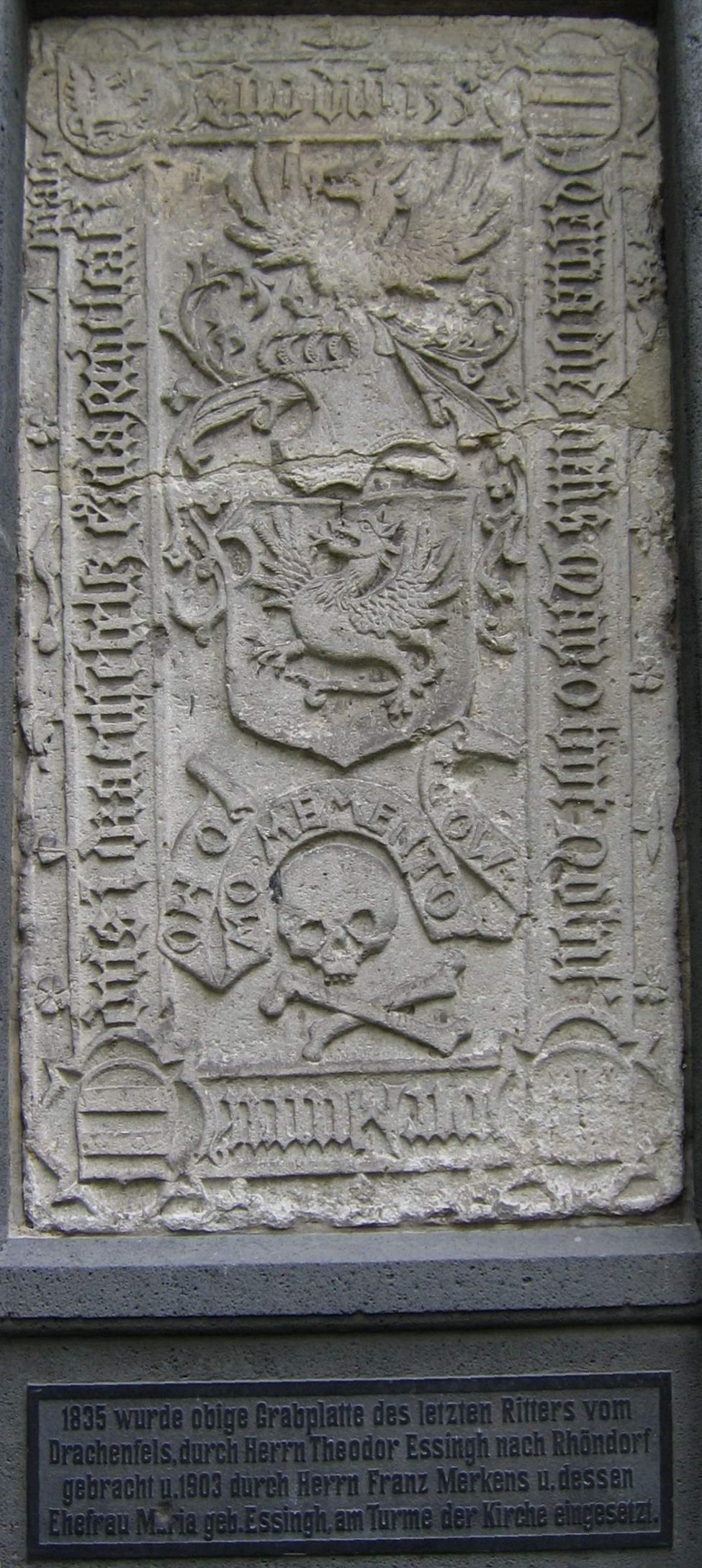
Grabplatte des letzten Burggrafen von Drachenfels (Heinrich; † 1530)

Als Begründer des rheinischen Geschlechts von Drachenfels gilt Gottfried (I.) von Drachenfels († nach 1176), Sohn des Burggrafen Rudolf von Wolkenburg, der wiederum dem Geschlecht der Herren von Kerpen entstammte. Die Burggrafen von Burg Drachenfels im Siebengebirge waren (jeweils nach der ersten urkundlichen Erwähnung): 1176 Godart (Gottfried) von Drachenfels, 1225 Heinrich von Drachenfels, 1258 Godart von Drachenfels, 1280 Heinrich von Drachenfels, 1308 Rutger von Drachenfels, 1331 Heinrich von Drachenfels, 1388 Godart von Drachenfels, 1432 Johann von Drachenfels, 1455 Godart von Drachenfels und Olbrück, 1457 Heinrich von Drachenfels und Olbrück, 1476 Claus von Drachenfels und Olbrück, 1526 Heinrich von Drachenfels und Olbrück, mit dem die rheinische Familie ausgestorben ist.
Um 1477 heiratete Apollonia, Schwester des Clais von Drachenfels, Otto Waldbott von Bassenheim. Die Waldbott erhielten dadurch Erbansprüche auf die Erbburggrafschaft Drachenfels und das Drachenfelser Land. Durch einen Erbfall bekamen sie zunächst die Drachenfelser Sitze Burg Gudenau und Burg Olbrück sowie die Hälfte der Einkünfte aus dem Drachenfelser Land. Als die rheinischen Burggrafen von Drachenfels am 3. Mai 1530 im Mannesstamm ausstarben, kam es zu langen Erbauseinandersetzungen zwischen denen von Myllendonk und den Waldbott bis zu einer gleichberechtigten Teilung 1616. Erst 1642 bekam Ferdinand Waldbott auch den Rest des Drachenfelser Gebietes vom Erzstift Köln als Erbburggraf zu Lehen. Jedoch musste noch 1695 eine Abfindung an die Herzöge von Croÿ gezahlt werden.
Das baltische Geschlecht (bzw. Nebenlinie) derer von Drachenfels wurde erstmals am 22. März 1467 mit Henricus Drakenfelt unter den Vasallen des Deutschen Ordens urkundlich erwähnt, mit dem auch die ununterbrochene Stammreihe beginnt.

## Wappen
Das Stammwappen beider Geschlechter zeigt in Rot einen feuerspeienden silbernen Drachen. Auf dem Helm mit rot-silbernen Decken der Drache wachsend mit roten Flügeln.

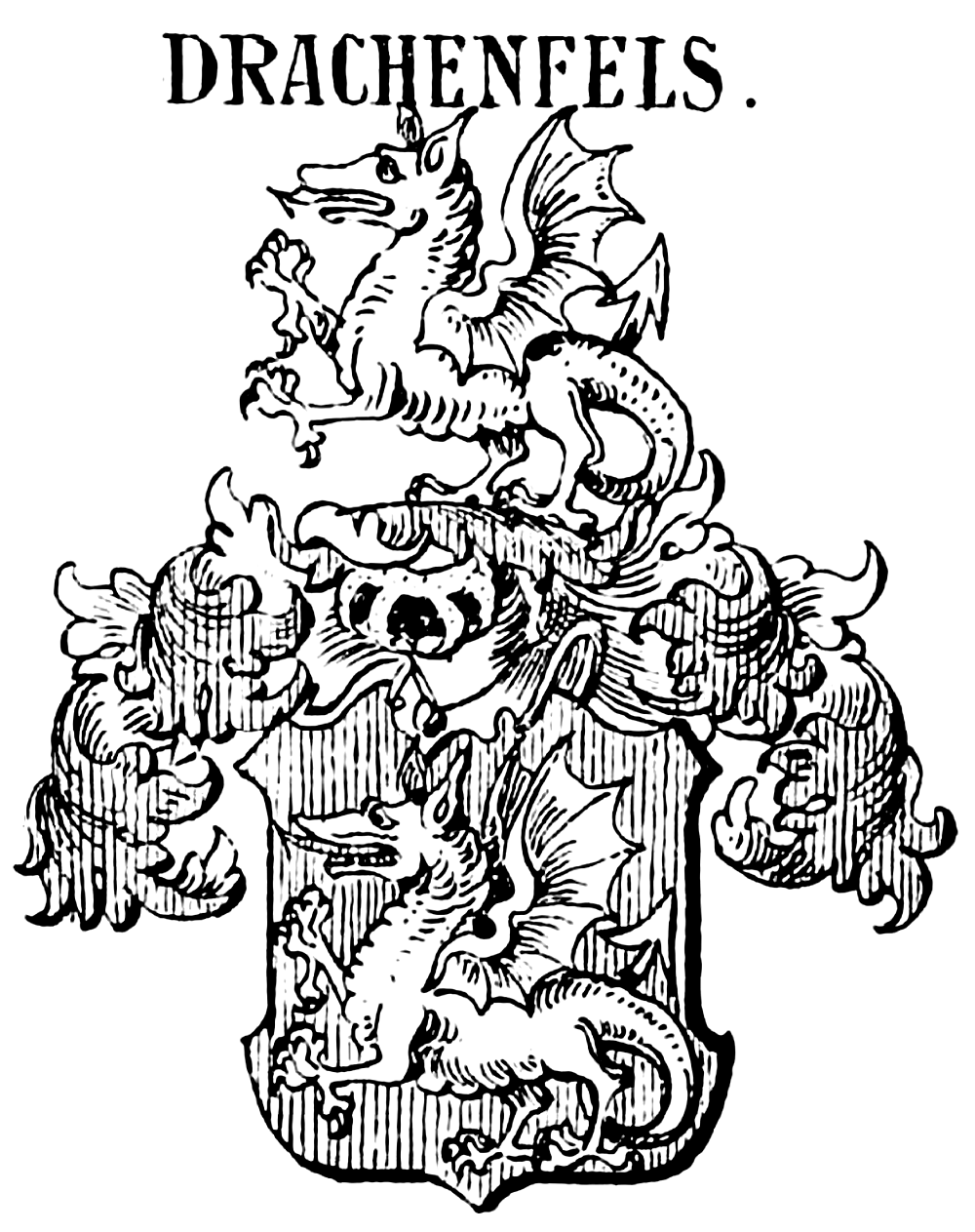
Wappen in J. Siebmacher’s grosses und allgemeines Wappenbuch
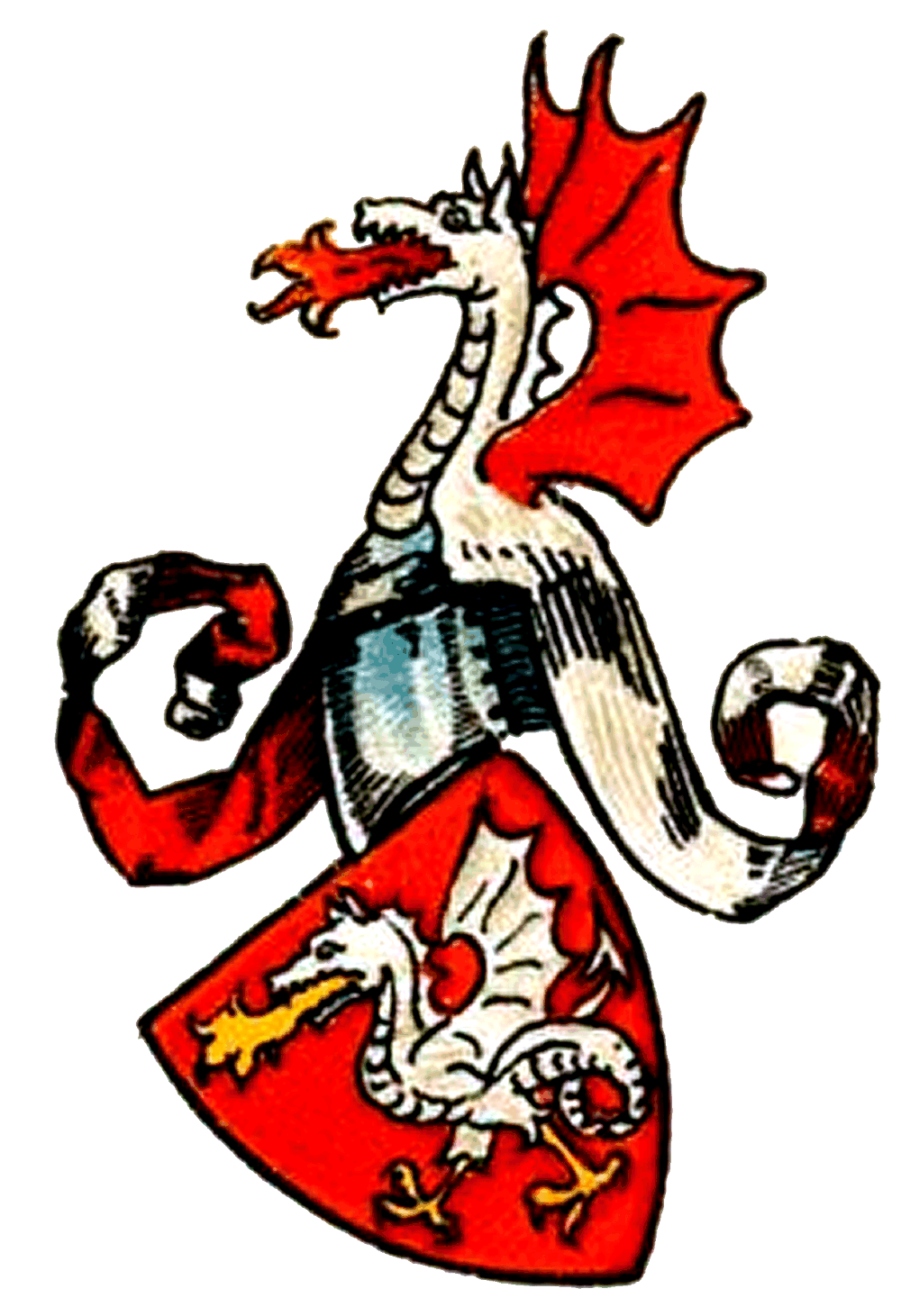
Wappen in der großen Wappensammlung
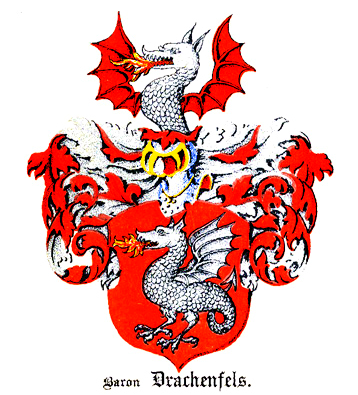
Wappen im Baltischen Wappenbuch
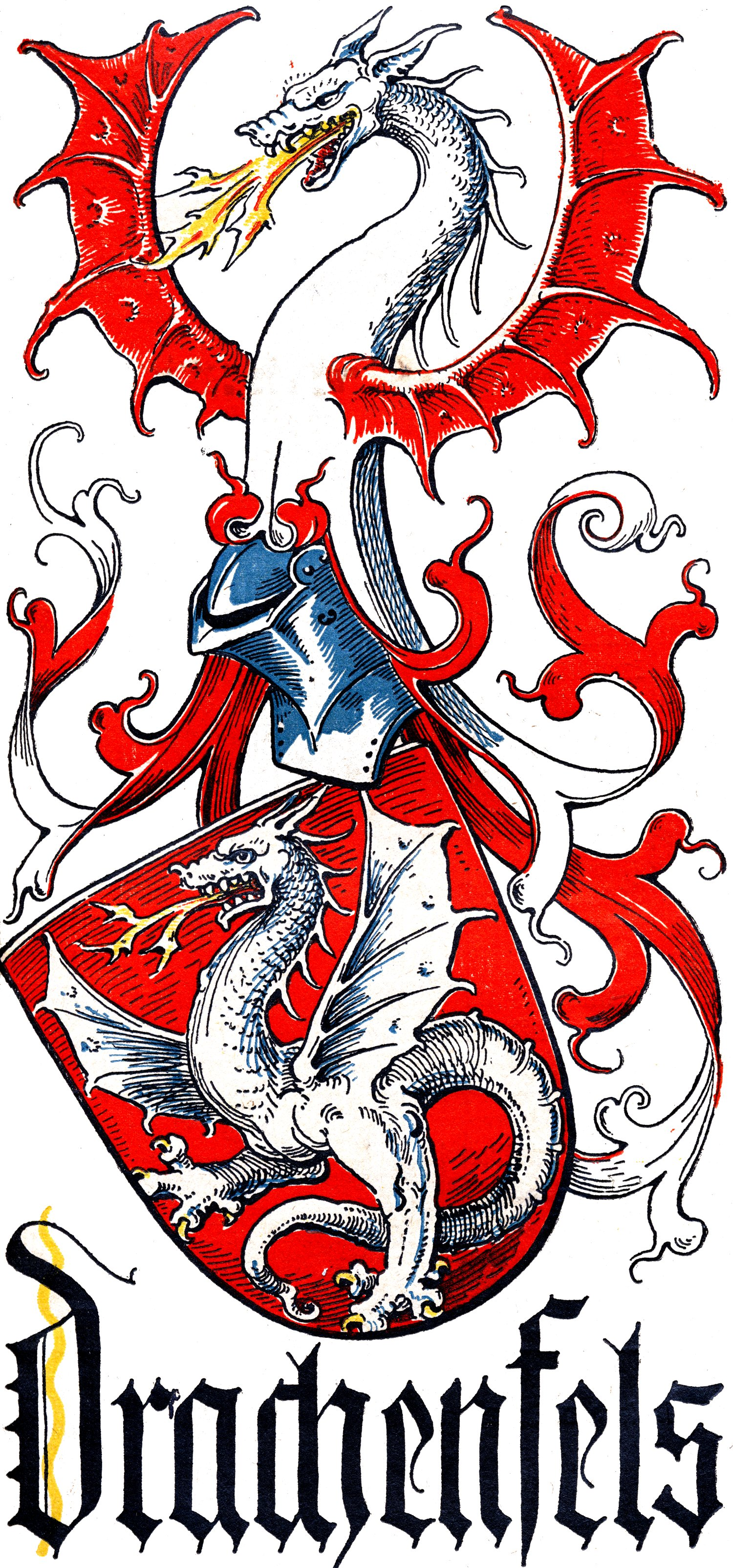
Wappengrafik von Otto Hupp im Münchener Kalender von 1923

## Bekannte Familienmitglieder
- Gottfried von Drachenfels (13. Jahrhundert), Burggraf auf Burg Drachenfels im Siebengebirge
- Friedrich Adolf von Drachenfels (1795–1863), hessen-darmstädtischer Diplomat
- Peter von Drachenfels (1795–1879), kurländischer Kreismarschall
- Rudolf von Drachenfels (1582–1656), deutscher Verwaltungsbeamter und Gelegenheitsdichter